# Поляков, Анатолий Сергеевич
Анатолий Поляков (10 мая 1980, пгт Цементнозаводской, Воркута) — российский спортсмен, пловец, заслуженный мастер спорта.

## Биография
Анатолий Сергеевич Поляков родился 10 мая 1980 года в Воркуте. В период с 1987 по 1997 год проходил обучение в школе № 37.
Мастер спорта России международного класса (1998), Заслуженный мастер спорта России (2003). Член сборной команды России с 1996 года.
Победитель и бронзовый призёр чемпионатов Европы 1999, 2000, 2002 и 2004 годов, двукратный бронзовый призёр чемпионата мира 2000 года на короткой воде, бронзовый призёр чемпионата мира 2001 года, призёр этапов Кубков мира.
На Играх XXVII Олимпиады в Сиднее занял 4-е место в заплыве на 200 метров баттерфляем, обогнав легендарного Майкла Фелпса (в 2000 году - дебютанта Олимпийских игр).
В дальнейшие годы несколько снизил количество выступлений, отдав приоритет обучению в высших учебных заведениях России и США, где и выступал в коммерческих и официальных стартах. В 2007 году был дисквалифицирован на 2 года за употребление запрещенного препарата. В настоящее время Анатолий выступает в коммерческих стартах, а также регулярно в соревнованиях ветеранов. Проводит мастер-классы, обучает детей плаванию.
Младший брат А. Полякова, Виктор, участник и призёр первенств страны, этапов кубка мира по плаванию в олимпийском бассейне, а также выступает на открытой воде. Кандидат в сборную команду России.